# اما واتکینز
اِما واتکینز (انگلیسی: Emma Watkins؛ زادهٔ ۲۱ سپتامبر ۱۹۸۹) یک موسیقی‌دان اهل استرالیا است. وی از سال ۲۰۱۰ میلادی تاکنون مشغول فعالیت بوده‌است و از اعضا کنونی گروه موسیقی کودکان ویگلز است.
واتکینز آموختن رقص باله را از سن ۴ سالگی آغاز نمود و بعدها که در یک برنامهٔ تلویزیونی، گروه ویگلز و رقص ایرلندی‌شان را دید؛ به یادگیری سایر سبک‌های رقص نظیر ایرلندی، جاز، هیپ‌هاپ، تپ‌دنس و رقص معاصر روی آورد.
او ابتدا در «کالج هنرهای نمایشی مک‌دانلد» تحصیل کرده و سپس به «دانشکدهٔ فیلم سیدنی» رفت و در رشتهٔ تئاتر موزیکال، مدرک «ای‌دی‌فایو بین‌المللی» گرفت. واتکینز همچنین دارای مدرک کارشناسی‌ارشد در رشته «هنرهای رسانه‌ای و ارتباط‌جمعی» از دانشگاه تکنولوژی سیدنی است. او از هنگامی که در دبیرستان بود؛ مشغول آموزش رقص به کودکان بوده است.
علاوه بر این‌ها، واتکینز در چند فیلم بالیوودی بازی کرده، درامز می‌نوازد، از سال ۲۰۱۲ به آموختن «زبان اشاره استرالیایی» مشغول بوده و در سال ۲۰۰۹ میلادی، ملکهٔ «فستیوال گرنی اسمیت» لقب گرفت.
از سال ۲۰۱۰ میلادی، واتکینز همکاری‌اش را با ویگلز آغاز نمود و در ابتدا، نقش‌های دایناسور (داروثی)، سگ (وَگز) و رقصنده (ویگیلی دنسر) را بعهده داشت. او در تورهای آغازین گروه، بدلیل آشنایی با فنون فیلم‌برداری و تدوینِ فیلم، از این لحاظ نیز گروه را یاری می‌کرد. در می ۲۰۱۲ میلادی اعلام شد که واتکینز، جایِ «گِرِگ پیج» (از اعضا اصلی و اولیه ویگلز) را خواهد گرفت و نخستین عضو مؤنث گروه خواهد شد و بعنوان ویگلز زردپوش فعالیت خواهد نمود. گرچه اعضا اصلی گروه همواره تأکید داشتند که واتکینز را تنها به سبب قابلیت‌ها و مهارت‌های هنری و فردی‌اش برگزیده‌اند، اما بعدها اعتراف کردند در این انتخاب، ملاحظات بازاریابی و تجاری برای آینده را نیز، مدِنظر داشته‌اند.
«لایزا تولین» خبرنگار آسوشیتد پرس؛ «اِما واتکینز» را الگویی برجسته برای دختران نامید و نوشت که، طرفدارانش در کنسرت‌های ویگلز، به سبکِ او لباس می‌پوشند و گل‌ِ سرِ پاپیون‌شکل او را که اینک جزئی از مشخصهٔ ظاهری و بارز اوست، با پاپیون‌های دست‌ساز خانگی، تقلید می‌کنند.